# Homoeocera duronia
Homoeocera duronia är en fjärilsart som beskrevs av Druce 1910. Homoeocera duronia ingår i släktet Homoeocera och familjen björnspinnare. Inga underarter finns listade i Catalogue of Life.